# Christian Alverdi
Christian Alverdi (5 november 1973) is een voormalig voetballer uit Luxemburg. Hij speelde als verdediger gedurende zijn carrière. Alverdi beëindigde zijn loopbaan in 2001 bij FC Rodange 91.

## Interlandcarrière
Alverdi kwam in totaal negen keer (nul doelpunten) uit voor de nationale ploeg van Luxemburg in de periode 1998-2000. Onder leiding van bondscoach Paul Philipp maakte hij zijn debuut op 31 mei 1998 in de vriendschappelijke thuiswedstrijd tegen Kameroen (0-2), net als Laurent Deville (Union Luxembourg) en Gordon Braun (Jeunesse d’Esch). Zijn negende en laatste interland speelde Alverdi op 3 september 2000 in Luxemburg tegen Joegoslavië (0-2).

## Erelijst
CS Grevenmacher
- Beker van Luxemburg

1998